# Боу (глечер)
Глечер Боу (енгл. Bow Glacier) представља долински глечер планинске глацијације који се спушта са леденог поља Вапта. Глечер се налази на Стеновитим планинама у границама националног парка Банф у канадској провинцији Алберта. Удаљен је око 37 км северозападно од скијашкога центра Лејк Луиз. 
Након окончања малог леденог доба средином 19. века његова дужина се константно смањује. Тако се у периоду од 1850. до 1953. повукао ка Вапти за 1.100 метара остављајући за собом у некадашњем терминалном басену мало глацијално језеро. Његов садашњи терминални басен представља главни извор воде реке Боу и језера Боу. У западном делу језера постоји мала наносна делта акумулираног материјала насталог у процесу ледничке ерозије у глечерском валову.